# Ligue de diamant 2011 - lancer du disque féminin
Le concours du lancer du disque féminin de la Ligue de diamant 2011 se déroule du 6 mai au 16 septembre 2011. La compétition fait successivement étape à Shanghai, Rome, New York, Lausanne, Birmingham et Monaco, la finale ayant lieu à Bruxelles peu après les Championnats du monde de Daegu.

## Calendrier
| Date              | Meeting                     | Ville      | Pays        |
| ----------------- | --------------------------- | ---------- | ----------- |
| 15 mai 2011       | Golden Grand Prix           | Shanghai   | Chine       |
| 26 mai 2011       | Golden Gala                 | Rome       | Italie      |
| 11 juin 2011      | Meeting de New York         | New York   | États-Unis  |
| 30 juin 2011      | Athletissima                | Lausanne   | Suisse      |
| 10 juillet 2011   | Aviva Birmingham Grand Prix | Birmingham | Royaume-Uni |
| 22 juillet 2011   | Meeting Herculis            | Monaco     | Monaco      |
| 16 septembre 2011 | Mémorial Van Damme          | Bruxelles  | Belgique    |

## Résultats
| Date | Meeting    | 1er                             | 1er   | 2e                           | 2e    | 3e                                   | 3e    |
| --- | ---------- | ------------------------------- | ----- | ---------------------------- | ----- | ------------------------------------ | ----- |
| 15 mai 2011 | Shanghai   | Sandra Perković 65,58 m         | 4 pts | Li Yanfeng 62,73 m           | 2 pts | Dani Samuels 61,98 m                 | 1 pt  |
| 26 mai 2011 | Rome       | Sandra Perković 65,56 m         | 4 pts | Yarelis Barrios 64,18 m      | 2 pts | Nadine Müller 63,17 m                | 1 pt  |
| 11 juin 2011 | New York   | Stephanie Brown Trafton 62,94 m | 4 pts | Gia Lewis-Smallwood 59,89 m  | 2 pts | Aretha Thurmond 59,38 m              | 1 pt  |
| 30 juin 2011 | Lausanne   | Yarelis Barrios 64,29 m (SB)    | 4 pts | Aretha Thurmond 63,85 m (SB) | 2 pts | Nadine Müller 63,58 m                | 1 pt  |
| 10 juillet 2011 | Birmingham | Nadine Müller 65,75 m           | 4 pts | Aretha Thurmond 62,65 m      | 2 pts | Dani Samuels 62,33 m (SB)            | 1 pt  |
| 22 juillet 2011 | Monaco     | Nadine Müller 65,90 m           | 4 pts | Yarelis Barrios 62,44 m (SB) | 2 pts | Stephanie Brown Trafton 62,07 m (SB) | 1 pt  |
| 16 septembre 2011 | Bruxelles  | Li Yanfeng 66,26 m              | 8 pts | Yarelis Barrios 65,33 m      | 4 pts | Żaneta Glanc 62,78 m                 | 2 pts |
| Records et Performances - AR : Record continental (area record) - CR : Record des championnats (championship record) - MR : Record du meeting (meet record) - NR : Record national (national record) - OR : Record olympique (olympic record) - PR : Record paralympique (paralympic record) - PB : Record personnel (personal best) - SB : Meilleure performance personnelle de la saison (season's best) - WL : Meilleure performance mondiale de l'année (world leader) - WJR : Record du monde junior (world junior record) - WR : Record du monde (world record) Circonstances et Conditions - DNF : N'a pas terminé (did not finish) - DNS : N'a pas pris le départ (did not start) - DQ : Disqualification (disqualification) - NM : Aucun essai valable enregistré (No Mark) - Q : Qualifié « directement » au prochain tour (ou à la prochaine compétition), lors d'une compétition majeure, grâce au classement ou à la réalisation des minima (automatic qualifier) - q : Qualifié au prochain tour (ou à la prochaine compétition), lors d'une compétition majeure, grâce au repêchage ou à la réalisation de l'une des meilleures performances parmi celles des « non qualifiés directement » (grâce au meilleur temps ou à la meilleure distance par exemple) (secondary qualifier) |            |                                 |       |                              |       |                                      |       |

## Classement général
- Classement final[1] :

| Rang | Athlète                 | Points |
| ---- | ----------------------- | ------ |
| 1    | Yarelis Barrios         | 14     |
| 1    | Li Yanfeng              | 13     |
| 3    | Nadine Müller           | 11     |
| 4    | Aretha Thurmond         | 6      |
| 5    | Stephanie Brown Trafton | 5      |